# Mackenziurus
Mackenziurus è un genere di trilobiti. Il nome deriva dai monti Mackenzie, in Canada.

## Specie
Nel 1992 è stata descritta la specie M. lauriae.
Nel 1997, scoprendo quattro nuove specie appartenenti a questo genere, Jonathan Mark Adrain e Gregory D. Edgecombe hanno dato loro i nomi di quattro membri del gruppo punk statunitense Ramones: M. ceejayi (dal bassista C.J. Ramone), M. deedeei (dal bassista Dee Dee Ramone), M. joey (dal cantante Joey Ramone), M. johnnyi (dal chitarrista Johnny Ramone).
Adrain e Edgecombe nel 1997 hanno suggerito che esemplari descritti come M. lauriae potessero appartenere a una diversa specie. Di questo parere è stato anche Kenneth C. Gass che, nel 1999, li ha ascritti ad una nuova specie, M. emielityi .